# Gianfranco Sarchi
Gianfranco Sarchi (Milano, 30 gennaio 1941) è un ex calciatore italiano, di ruolo attaccante.

## Caratteristiche tecniche
Giocò nel ruolo di ala sinistra.

## Carriera
Giocò 12 partite in Serie A con il Lecco. Dal 1965 al 1967 giocò due campionati di Serie C con la Cremonese, poi una stagione con il Legnano.